# سلمى شبانة
سلمى شبانة (من مواليد 8 أكتوبر 1976، القاهرة) أول لاعبة إسكواش مصرية محترفة. وصلت إلى أعلى تصنيف عالمي لها في سبتمبر 2000 عندما حلت في المرتبة 20. وهي شقيقة لاعب الاسكواش عمرو شبانة المصنف الأول عالمياً سابقاً في الاتحاد الدولي لمحترفي الاسكواش (PSA). تعيش سلمى في القاهرة مع زوجها بطل الاسكواش السابق عمر البرلسى ولديها ثلاثة أطفال.

## وصلات خارجية
- سلمى شبانة على موقع SquashInfo.com (الإنجليزية)

- https://web.archive.org/web/20110723144638/http://www.horizonsoftware.net/entry/wispa/ranking.php?player=T00248